# Walwelse
Die Walwelse (Cetopsidae) sind eine Familie aus der Ordnung der Welsartigen (Siluriformes). Sie sind südamerikanische Süßwasserfische.

## Beschreibung
Walwelse sind kleine Fische mit höchstens 26 Zentimetern Körperlänge. Sie sind schuppenlos und ohne Knochenplatten unter der Haut mit annähernd zylindrischem, stromlinienförmigem Körper und stumpfer Schnauze. Drei Paar Barteln sind vorhanden, das nasale Paar fehlt. Die Afterflosse hat eine lange Basis und meist 20 bis 49 Weichstrahlen. Rücken- und Brustflossen weisen meist keine Hartstrahlen auf. Es werden zwei Unterfamilien unterschieden:
- Die Cetopsinae weisen als adulte Tiere keine Fettflosse auf, bei Jungtieren ist allerdings eine kleine vorhanden. Die Schwimmblase ist reduziert und von einer Knochenkapsel umgeben. Die Rückenflosse sitzt stets weit vorne am Körper und kann einen schwach ausgebildeten Hartstrahl aufweisen. Die Afterflosse ist mittellang. Die Augen sind sehr klein.

- Die Helogeninae mit Helogenes als einziger Gattung sind höchstens sieben Zentimeter lang. Sie weisen eine Rückenflosse etwa in der Körpermitte mit fünf Weichstrahlen auf, die ebenso wie die Brustflossen nie einen Hartstrahl trägt. Eine kleine Fettflosse kann vorhanden sein. Die Afterflosse ist mit 32 bis 49 Weichstrahlen lang.

## Systematik
In der klassischen Systematik sind die Walwelse die einzige Familie der Überfamilie Cetopsidea und bilden zusammen mit den Hypsidoridae und den restlichen Welsartigen außer den Primitivwelsen (Diplomystidae) eine Trichotomie. Molekularbiologische Untersuchungen weisen dagegen auf eine Stellung innerhalb der Unterordnung der Siluroidei hin.

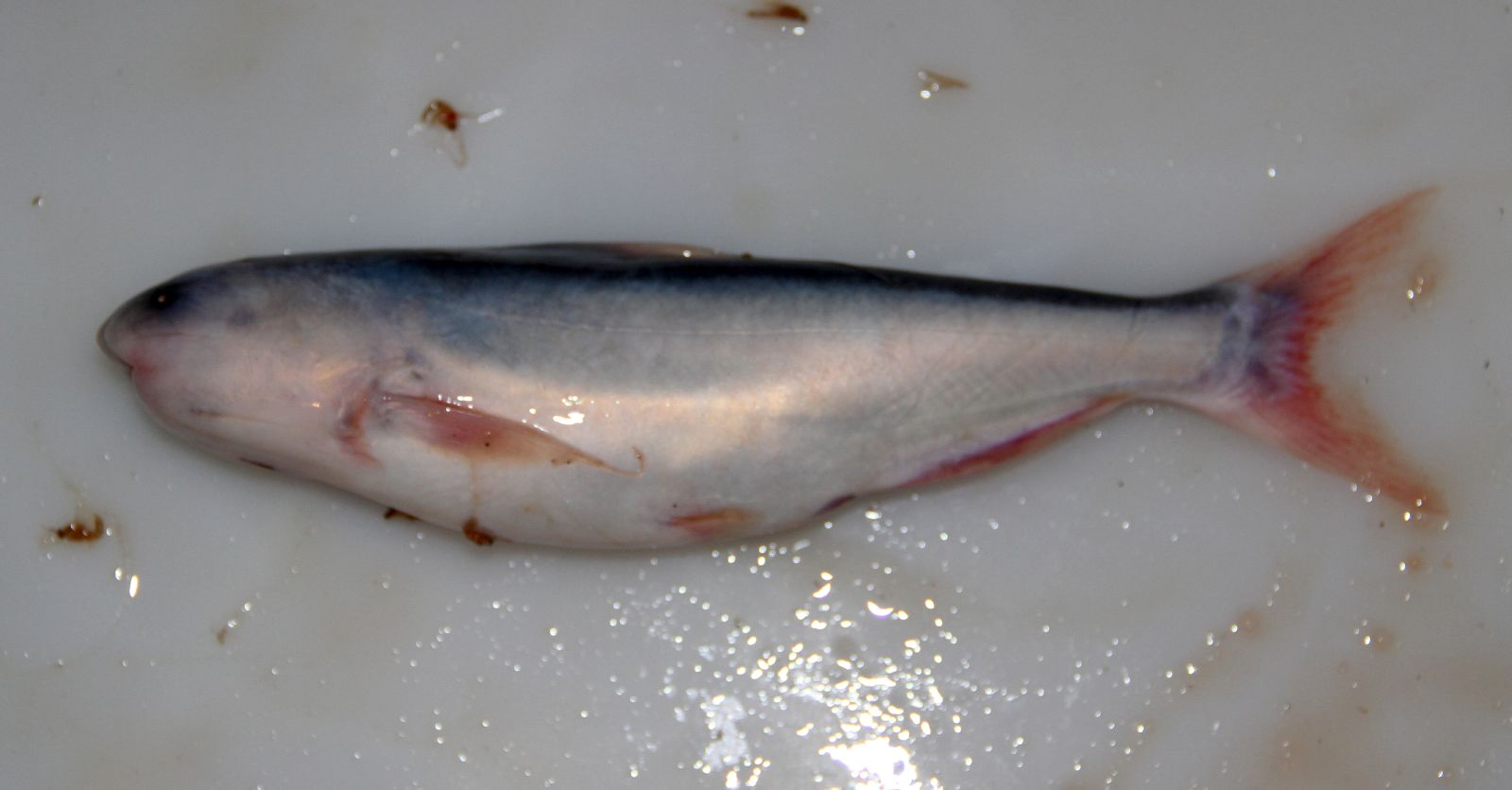
Cetopsis cf. coecutiens

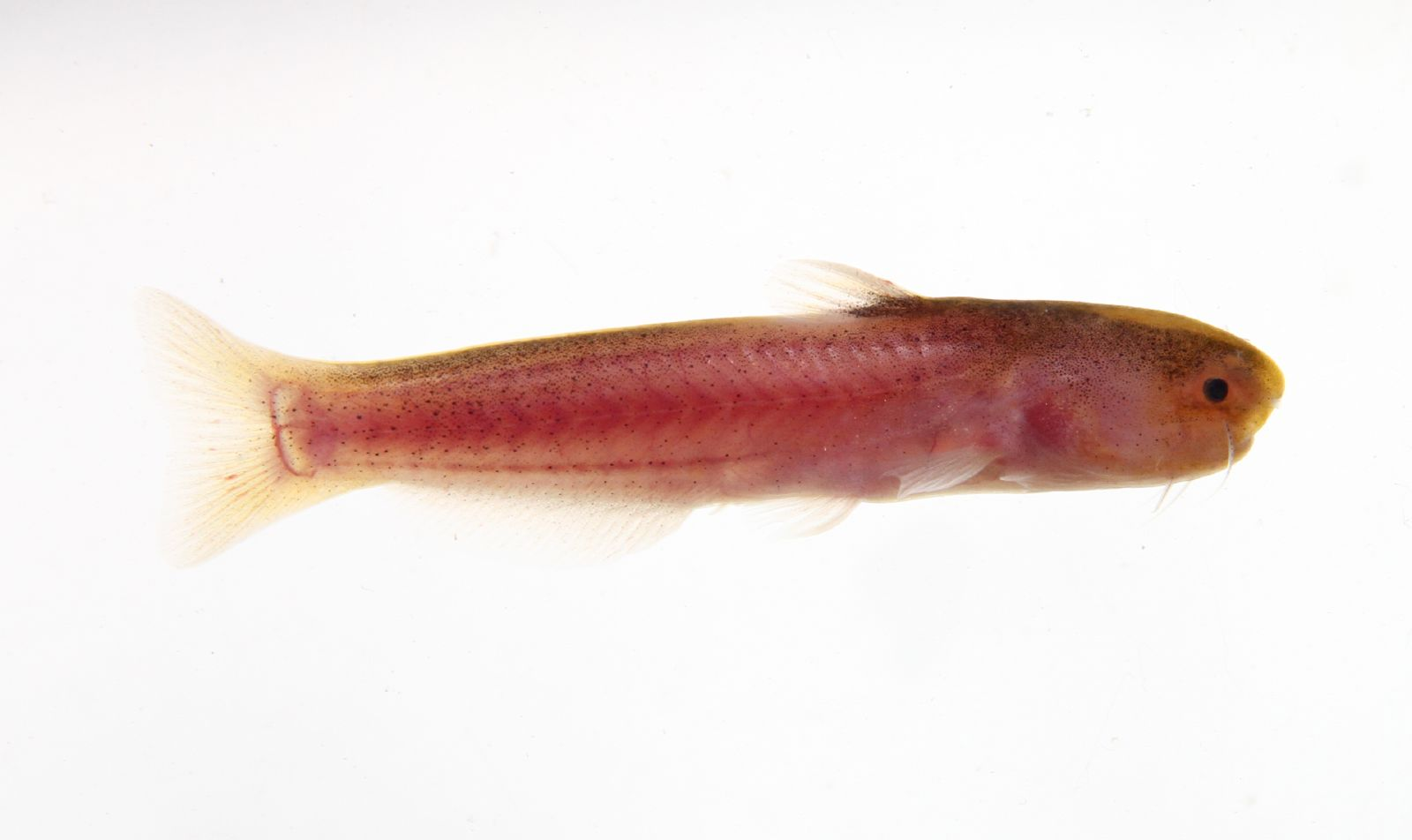
Cetopsis sp.

Der Familie werden derzeit 5 Gattungen mit insgesamt 43 Arten verteilt auf 2 Unterfamilien zugerechnet. (Stand: Juni 2018)
Unterfamilie Cetopsinae
- Cetopsidium Vari, Ferraris & de Pinna, 2005
  - Cetopsidium ferreirai Vari, Ferraris & de Pinna, 2005
  - Cetopsidium minutum (Eigenmann, 1912)
  - Cetopsidium morenoi (Fernández-Yépez, 1972)
  - Cetopsidium orientale (Vari, Ferraris & Keith, 2003)
  - Cetopsidium pemon Vari, Ferraris & de Pinna, 2005
  - Cetopsidium roae Vari, Ferraris & de Pinna, 2005
  - Cetopsidium soniae Vari & dFerraris, 2009
- Cetopsis Lichtenstein, 1819
  - Cetopsis amphiloxa (Eigenmann, 1914)
  - Cetopsis arcana Vari, Ferraris & de Pinna, 2005
  - Cetopsis baudoensis (Dahl, 1960)
  - Cetopsis caiapo Vari, Ferraris & de Pinna, 2005
  - Cetopsis candiru Spix & dAgassiz, 1829
  - Cetopsis coecutiens (Lichtenstein, 1819)
  - Cetopsis fimbriata Vari, Ferraris & de Pinna, 2005
  - Cetopsis gobioides Kner, 1858
  - Cetopsis jurubidae (Fowler, 1944)
  - Cetopsis montana Vari, Ferraris & de Pinna, 2005
  - Cetopsis motatanensis (Schultz, 1944)
  - Cetopsis oliveirai (Lundberg & Rapp Py-Daniel, 1994)
  - Cetopsis orinoco (Schultz, 1944)
  - Cetopsis othonops (Eigenmann, 1912)
  - Cetopsis parma Oliveira, Vari & Ferraris, 2001
  - Cetopsis pearsoni Vari, Ferraris & de Pinna, 2005
  - Cetopsis plumbea Steindachner, 1882
  - Cetopsis sandrae Vari, Ferraris & de Pinna, 2005
  - Cetopsis sarcodes Vari, Ferraris & de Pinna, 2005
  - Cetopsis starnesi Vari, Ferraris & de Pinna, 2005
  - Cetopsis umbrosa Vari, Ferraris & de Pinna, 2005
  - Cetopsis varii Abrahão & de Pinna, 2018
- Denticetopsis Ferraris, 1996
  - Denticetopsis epa Vari, Ferraris & de Pinna, 2005
  - Denticetopsis iwokrama Vari, Ferraris & de Pinna, 2005
  - Denticetopsis macilenta (Eigenmann, 1912)
  - Denticetopsis praecox (Ferraris & Brown, 1991)
  - Denticetopsis royeroi Ferraris, 1996
  - Denticetopsis sauli Ferraris, 1996
  - Denticetopsis seducta Vari, Ferraris & de Pinna, 2005
- Paracetopsis Bleeker, 1862
  - Paracetopsis atahualpa Vari, Ferraris & de Pinna, 2005
  - Paracetopsis bleekeri Bleeker, 1862
  - Paracetopsis esmeraldas Vari, Ferraris & de Pinna, 2005

Unterfamilie Helogeninae
- Helogenes Günther, 1863
  - Helogenes castaneus (Dahl, 1960)
  - Helogenes gouldingi Vari & Ortega, 1986
  - Helogenes marmoratus Günther, 1863
  - Helogenes uruyensis Fernández-Yépez, 1967